# アレックス・プリチャード
アレックス・デイヴィッド・プリチャード（Alex David Pritchard 、1993年5月3日 - ）は、イングランド・エセックス州サロック出身のプロサッカー選手。EFLチャンピオンシップ・バーミンガム・シティ所属。ポジションはミッドフィールダー。

## クラブ経歴
ウェストハム・ユナイテッドFCの下部組織でプレーを始め、2009年6月にトッテナム・ホットスパーFCの下部組織に移籍。
トップチーム昇格後は下位クラブへのレンタルで経験を積み、2013-14シーズン最終節のアストン・ヴィラFC戦で念願のトップチームデビュー。
2016年8月、フットボールリーグ・チャンピオンシップのノリッジ・シティFCに完全移籍。
2018年1月、ハダースフィールド・タウンと2021年の夏までの契約で完全移籍。

## 代表歴
イングランド代表の一員として2013 FIFA U-20ワールドカップとUEFA U-21欧州選手権2015に参加した。

## タイトル
個人
- フットボールリーグ・チャンピオンシップ年間ベストイレブン: 2014-15